# 3369 Freuchen
A 3369 Freuchen (ideiglenes jelöléssel 1985 UZ) a Naprendszer kisbolygóövében található aszteroida. Copenhagen Observatory fedezte fel 1985. október 18-án.